# SYM

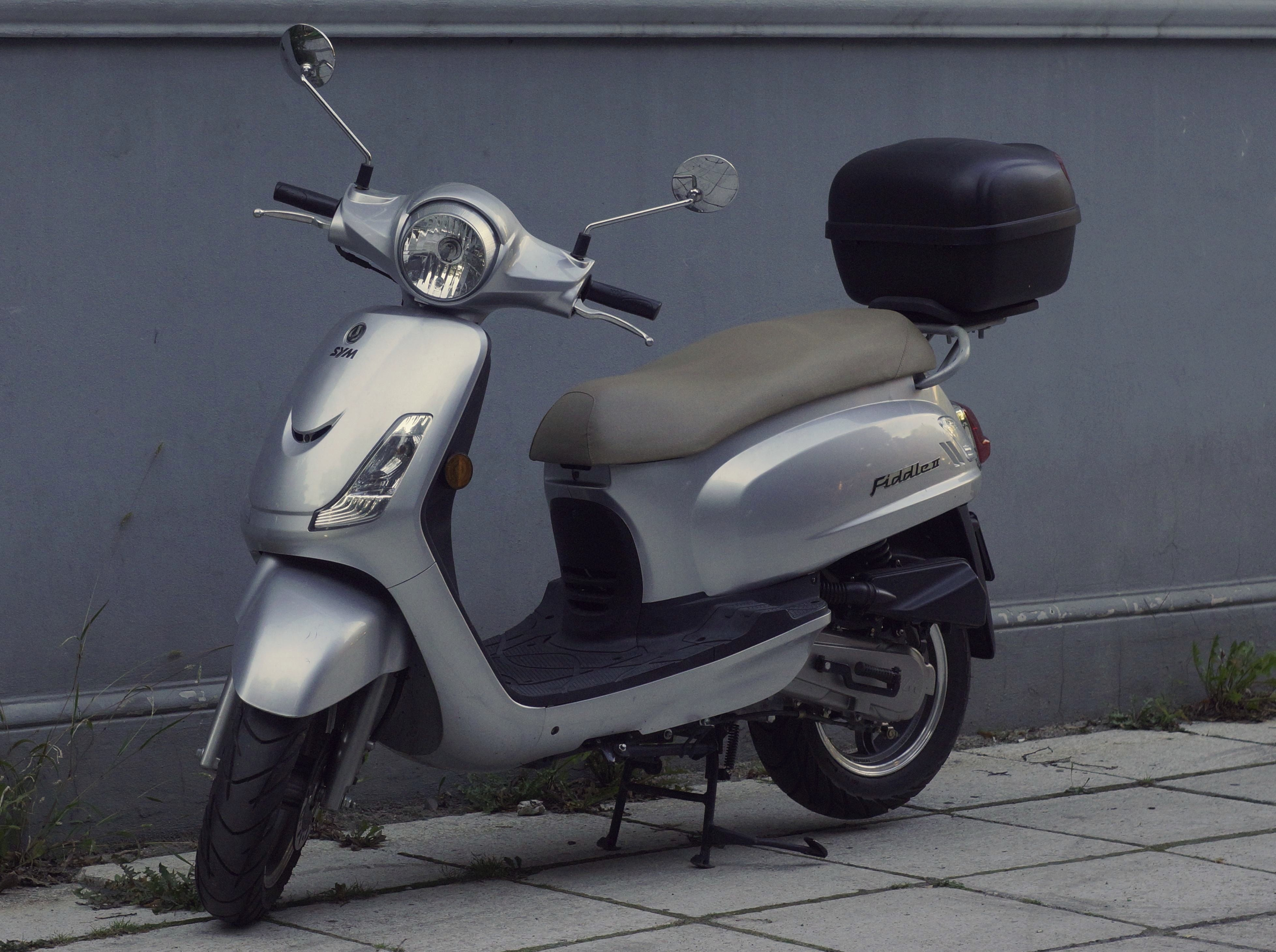
Skuter Fiddle II

SYM, właściwie Sanyang Motor Co., Ltd. (chiń. 三陽工業股份有限公司, trb. Sānyáng Gōngyè Gǔfèn Yǒuxiàn Gōngsī) – tajwańska marka założona w Tajpej w 1954 roku produkująca i sprzedająca skutery, motocykle i quady. Współpracuje też z koreańskim Hyundai w produkcji samochodów. Spółka odnotowała globalny obrót w wysokości 500 mln euro w 2004 roku. Dzisiaj roczne przychody ze sprzedaży spółki przekraczają 1 miliard USD, a produkcja wynosi ponad 600 tys. sztuk motocykli oraz 20 tys. samochodów rocznie. Sanyang Motor Co Ltd. posiada główną siedzibę w Xinzhu.

## Spółki firmy
- Wietnam: Vietnam Manufacturing and Export Processing Co. Ltd.
- Chiny: Xiashing Motorcycles Co. Ltd. (Xiamen), Qingzhou Engineering Industry Co. Ltd. (Szanghaj)
- Włochy: Sanyang Italia S.R.L
- Niemcy: Sanyang Deutschland GmbH

## Modele

### Skutery
- Attila
- Cello
- Citicom 125
- Citicom 300i
- DD 50 (SYM Jolie)
- Duke
- Euro MX
- Fiddle
- Fiddle II
- GR125
- GT125
- GT125 EVO
- GTS 200
- GTS (pod nazwą Joymax w Izraelu)[3]
- GTS EVO 125
- GTS 125i
- GTS EVO 300
- HD EVO
- HD 125
- HD 200
- Jet
- Jet 4
- Jet Euro X
- Jet Sport X
- Joymax 300i
- Joyride (pod nazwą Le Grande w Australii)[4]
- Lance Cali
- Mask
- MaxSym 400i
- MaxSym 600i
- Megalo
- Mio
- Orbit/Classic
- Radar-X (Also called Radar 125 in Thailand)[5]
- Red Devil
- RS
- RV250
- Super Duke
- Shark
- VS/Excel II
- JetPower
- JetPower EVO
- Fighter (carburated,ZR dual disc version and EFI VIP)
- New Fighter (EFI with STCS intake technology)
- Xpro series
- Symphony
- Symphony SR
- Jet 4
- Symmetry

### Quady
- Track Runner
- QuadLander
- QuadRider